# CJ第一製糖
CJ第一製糖（シージェイチェイルジェダン、朝鮮語：씨제이제일제당、英語：CJ CheilJedang）は、CJグループ系列、大韓民国 ソウルに本社を置く食料品メーカーである。
砂糖、小麦粉、食用油、食品、医薬品とバイオ事業を進めている。
1953年にサムスングループ初の製造業として、前身企業となる「第一製糖工業株式会社（朝: 제일제당공업 주식회사）」が設立。CJとは、第一製糖（朝: 제일제당）のラテン文字表記「Cheil Jedang」に由来する。表記の通り製糖業を始めとする食品工業で韓国でトップクラスにまで昇りつめた。

## 沿革
- 1953年：「第一製糖工業株式会社」設立。
- 1958年：製糖・製粉事業を開始。
- 1962年：源亨産業を買収し、味豊産業として社名変更。
- 1962年：白雪標ブランドを発売。
- 1963年：うま味調味料『ミプン』を発表、調味料の分野に進出。
- 1968年：金浦工場を竣工。
- 1973年：韓国証券取引所に企業公開。
- 1973年：第一製糖販売を合併。
- 1973年：飼料事業に参入。
- 1975年：だしの素『ダシダ』を発売開始。
- 1976年：中央日報から養豚事業を譲渡。
- 1978年：三養社と大韓製糖（朝鮮語版）と共同で東立産業を買収。
- 1979年：第一製糖株式会社に社名変更。
- 1980年：利川1工場竣工後、白雪ハムを信号弾として六加工生産開始。
- 1984年：製薬事業に進出。
- 1987年：モーニングウェルの前身である第一冷凍食品を建て、冷凍食品事業に飛び込んだ。
- 1987年：飲料事業に進出。
- 1991年：生活用品事業に進出。
- 1991年：国内初の先物仲介会社である第一先物を設立。
- 1992年：国内初の機能性ドリンク コンディションを発売。
- 1993年：第一製糖がサムスングループと分離。
- 1994年：外食事業を開始。
- 1995年：レトルト食品ブランド レト発売。
- 1996年：包装米ハットバンを発売。
- 2000年：化粧品事業をCJエンプラニーに分社。
- 2002年：第一製糖株式会社が「CJ株式会社」へ社名変更。「CJグループ」発足。
- 2007年：CJ株式会社の会社分割を実施し、持株会社の「CJ株式会社」と社業会社の「CJ第一製糖」に分割。
- 2008年：五松製薬工場を竣工。
- 2011年：新東邦CPとハソンジョン総合食品を合併。
- 2021年：健康事業部をCJウェルケアに分社。

## 事業
- 砂糖
- 小麦粉
- 食用油
- 食品
- 医薬品
- バイオ